# Белградская конференция (1948)
Белгра́дская конфере́нция — организация существовавшая в 1948—1949 годах с целью послевоенного урегулирования международно-правового режима реки Дунай.

## Общие сведения
Белградская конференция действовала в 1948—1949 годах по постановлению Совета министров иностранных дел (СМИД) СССР, Китая, США, Великобритании, Франции и на основании решения Потсдамской конференции 1945 года о подготовке мирных договоров с бывшими странами-участницами гитлеровского блока. Её целью было послевоенное урегулирование международно-правового режима реки Дунай.
В работе конференции участвовали представители придунайских государств — СССР и УССР, Болгарии, Венгрии, Румынии, Чехословакии, Югославии. В качестве членов СМИД также присутствовали делегации США, Великобритании и Франции. С совещательным голосом приглашались представители Австрии.

## Итоги работы конференции

Современные страны Дунайской комиссии: красным обозначены члены, жёлтым — наблюдатели

В результате обсуждения была разработана «Конвенция о режиме судоходства на Дунае», подписанная придунайскими государствами 18 августа 1948 года.
Конвенция, вступившая в силу 11 мая 1949 года, устанавливала статус судоходной части Дуная, как международной европейской магистрали для граждан и товаров всех государств на основе равенства в отношении портовых и навигационных сборов и прочих условий торгового судоходства. Указанное положение распространялось от города Ульм в Германии до устья Дуная с выходом к Чёрному морю. Придунайские государства сохраняли суверенные права и право юрисдикции в своих внутренних территориальных водах. Одновременно они гарантировали охрану интересов международной торговли и культурных связей на Дунае. Военным судам недунайских стран плавание по Дунаю запрещалось.

## Последствия работы конференции
В 1949 году в соответствии со ст. 5 Конвенции, была создана Дунайская комиссия. В 1960 году к Конвенции в качестве полноправного члена присоединилась Австрия.